# Machine à café

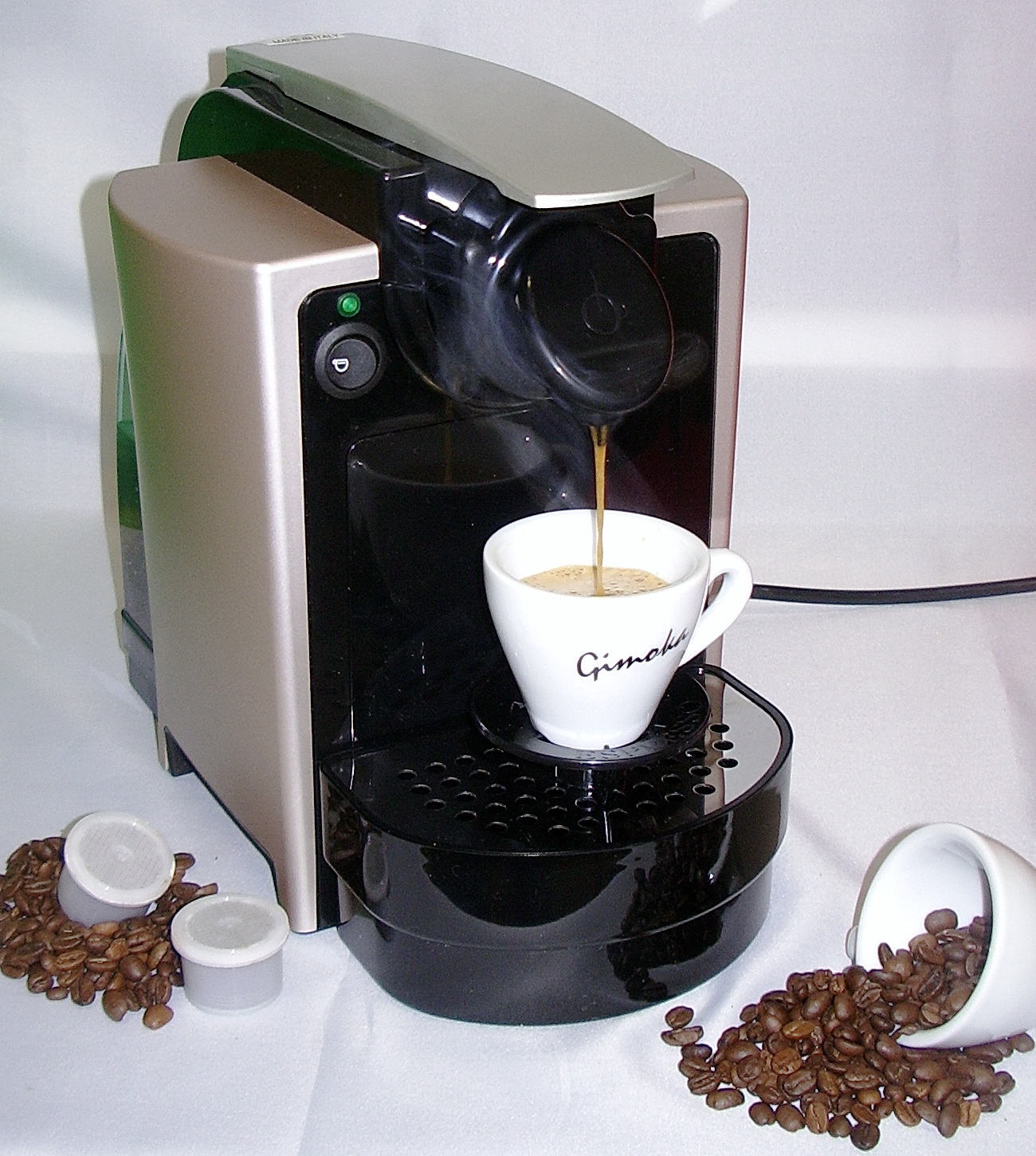
Une machine à café en fonctionnement.

Une machine à café est un appareil servant à préparer des boissons chaudes et des cafés. Elle ne doit pas être confondue avec une cafetière, qui sert uniquement à la préparation du café en le faisant couler à travers un filtre. En l'occurrence, une machine à café fonctionne généralement avec de la pression (mesurée en bars), et peut servir plusieurs variétés de cafés et de boissons chaudes.

## Description
Comme les cafetières ou percolateurs, la machine à café fonctionne sur le principe de la percolation.  Dans une machine à café, le processus de percolation est accéléré par mise sous pression de l’eau chauffée.
Elle est utilisée dans les lieux publics où sont servies des boissons chaudes, tels que les débits de boisson, les restaurants ou les entreprises. Elle est aussi employée par les particuliers à domicile, pour le petit-déjeuner par exemple.
Dans les entreprises, le café fourni par l'employeur est généralement gratuit ou vendu à un prix très abordable. Traditionnellement, les machines à café sont des endroits de convivialité (les séries télévisées Caméra Café sont basées sur les échanges qui s’y tiennent).
Certaines machines à café en service dans les entreprises proposent des gobelets réutilisables, en remplacement des gobelets jetables en matière plastique ou en carton.

## Les différents types de machine à café
Sans compter les cafetières et machines à café à pompe (dites manuelles), il existe deux types de machine à café à pression. En premier lieu, il y a les machines à dosettes, utilisant donc des capsules pour faire différents cafés, allant du simple expresso au cappuccino. Et en second lieu, il y a les machines à café à grains, utilisant cette fois-ci uniquement du café en grains, qui sera fraichement moulu grâce au broyeur intégré à ces machines.

### Cafetière
Une cafetière nécessite un café moulu plus grossier qu'un filtre à café goutte à goutte, car le café moulu plus fin s'infiltre dans la boisson à travers le filtre de la cafetière,,.
Parce que le marc de café reste en contact direct avec l'eau d'infusion et que le marc est filtré par un filet plutôt que par un filtre en papier, le café infusé dans une cafetière conserve davantage l'arôme et les huiles essentielles du café que les filtres en papier d'une cafetière goutte-à-goutte traditionnelle.
Comme pour le café au goutte-à-goutte, le café cafetière peut être préparé à n'importe quelle force en ajustant la quantité de café moulu préparée. Si le marc reste dans la boisson après l'infusion, le café pressé à la française peut devenir "amer", bien que de nombreux utilisateurs de cafetières trouvent cet effet bénéfique. 

### Distributeur automatique de café
Un distributeur automatique de café est un distributeur qui distribue du café chaud et d'autres boissons à base de café. Les modèles plus anciens utilisaient du café instantané ou du café liquide concentré et de l'eau chaude ou bouillante, et ajoutaient des condiments tels que de la crème et du sucre,. Certaines machines à café modernes préparent différents types de café, comme les mokas et les lattes, et utilisent du café moulu au goutte-à-goutte, tandis que d'autres préparent du café fraîchement moulu sur commande à l'aide du moulin intégré à la machine. Les machines à café commerciales automatiques sont omniprésentes dans les restaurants, les hôtels et les bureaux.

### Cafetière à usage unique
La cafetière à service unique ou à tasse a gagné en popularité dans les années 2000.

## Dans la culture populaire
La série télévisée française Caméra Café (2001-2004) a pour décor unique les alentours d'une machine à café dans une entreprise.

## Limites
Les machines à café sont des endroits chauds et humides, ce qui en fait un lieu idéal pour certains insectes comme les blattes.